# Големо градище (Конюх)
Вижте пояснителната страница за други значения на Градище.
Големо градище (на македонска литературна норма: Големо градиште) е крепост, съществувала през Късната античност и Средновековието, разположена над кратовското село Конюх, Северна Македония.

## Местоположение
Крепостта е на 2 km северно от село Конюх, на левия бряг на Крива река. Разположена е на 440 m надморска височина, върхуа 100 m висок вулканичен куп с тесен заравнен връх и стръмни склонове. Достъпен е лесно през широко седло от юг. Крепостта доминира над главния път Скупи – Пауталия – Сердика, който минава северно от нея.

## Разкопки
Систематичните разкопки започват в 1998 година, като дългорочен проект на Музея на Македония и Гетисбърг Колеж, Пенсилвания, САЩ.

## Античност
На върха в римско време е изградена крепостна стена с размери 320 х 58/42 m. Откритите два надгробни надписа от ранния III век показват, че тук е бил разположен пограничен военен отряд от I Тракийска кохорта (конна). Войската пазела близките гранични преоходи към съседните провинции Тракия и Македония, както и рудниците с железо и олово-сребро, на няколко километра на юг и югоизток от Големо градище.
В VI век, благодарение на рударството, тук се появява град, обхващащ 17 ha. Акрополът на върха получава нова стена, а в скалата са изградена много малки улички, канализация, стъпала и над 100 помещения за живот и работа. Основната част на града се развива по склона и подножието на север от акропола. Брегът по протежение на Крива представлява скална плоча, която е правилно издълбана вертикално и е послужила като основа за градската стена. Днес тя е запазена на места до 2,6 m височина. Изградена е от плътен хоросан опус емплекнот и има вградени сполии. Укрепена е с няколко кули. Вътре има основи на множество сгради, сред които раннохристиянска базилика с мраморна пластика.
Широкото седло на юг от акропола е обхванато от двойна стена и служи като пространство за укриване на околното население. В него няма големи сгради. В западното подножие на рида е минавал друг голям път от Астибо на юг, който тук е пресичал Крива река, за да се слее с пътя Скупи – Пауталия. От моста е запазено челото на левия бряг на реката. На 300 m южно от града се намира некрополът, в който е разкопана църква – ротонда от средата на VI век. Има богата каменна пластика, издълбана в зелен туф.

### Идентификация
Градът е бил епископско средище. Вероятно е Транупара (на латински: Tranupara); според Пойтингеровата карта Транупара е бил на 50 мили от Пауталия и 30 мили от Астибо, което точно съотвтества на Големо градище.

## Средновековие
Първият изследовател на това място, Светозар Радойчич смята, че издълбаните в меката вулканична скала скални жилища са дело на средновековни монаси отшелници. Открити са парчета българска огнищна керамика и византийски гледжочани чинии от XII – XIV век, монета – псевдосолид на Юстиниан II от началото на VIII век, и медни скифати от XII – XIII век. Така очевидно старият акропол е бил населен и се използвал през цялото Средновековие.
В писмен източник се казва, че около средата на XIV век на това място е имало крайпътна твърдина – стража. Това е жалба на венециански търговци, които на пътя от Скопие за Велбъжд били ограбени „близо до кастела Конюх“. Военната стража продължавала да контролира освен пътя и обновените рудници за желязо на юг. Съседното село и до днес носи средновековното си име Рудари.
На 300 m югозападно под Големо градище и на 400 m западно от ротондата, в гробищата на Конюх, е еднокорабната църва от XIV – XVI век „Свети Георги“.

## Галерия
- Поглед към върха
- Поглед към кръглия свод на апсидата на Конюшката ротонда
- Поглед към остатъците от ротондата
- Поглед към стълб във вътрешността на ротондата
- Остатъци от стълбови и обработен камък на самия връх